# Гринкасл (Пенсилванија)
Гринкасл (енгл. Greencastle) град је у америчкој савезној држави Пенсилванија.

## Демографија
По попису из 2010. године број становника је 3.996, што је 274 (7,4%) становника више него 2000. године.
| Група             | 2000.         | 2010.         |
| Белци             | 3.583 (96,3%) | 3.730 (93,3%) |
| Афроамериканци    | 50 (1,3%)     | 101 (2,5%)    |
| Азијати           | 23 (0,6%)     | 47 (1,2%)     |
| Хиспаноамериканци | 36 (1,0%)     | 65 (1,6%)     |
| Укупно            | 3.722         | 3.996         |